# Бруталіст
«Бруталіст» (англ. The Brutalist) — американо-англо-угорський епічний історичний кінофільм, зрежисований Бреді Корбетом. «Бруталіст» став відомим ще до прем'єри завдяки семирічній тривалості підготовчого процесу його створення та безпосереднього фільмування. Хронометраж фінального варіанту стрічки сягнув 3,5 години.
Головні ролі виконали Едрієн Броуді, Фелісіті Джонс і Гай Пірс. Прем'єра фільму відбулась 1 вересня 2024 року в основній конкурсній програмі 81-го Венеційського міжнародного кінофестивалю, де критика сприйняла його вкрай високо, а Бреді Корбет був нагороджений «Срібним левом» за найкращу режисерську роботу. В український прокат стрічка вийшла 20 лютого 2025 року.
«Бруталіст» був номінований у 10 категоріях премії «Оскар», зокрема як «Найкращий фільм», з яких здобув 3 нагороди за найкращу чоловічу роль, найкращу музику та найкращу операторську роботу.

## Сюжет
Увертюра:
Угорсько-єврейський архітектор Ласло Тот, який пережив Голокост і здобув освіту в Баугаузі, емігрує до Сполучених Штатів після того, як його відправили до концтабору Бухенвальд і насильно розлучили з дружиною Ержебет та племінницею Жофією, що осиротіла. Коли його корабель заходить у нью-йоркську гавань, він бачить статую Свободи.
Частина 1: «Загадка прибуття»
У 1947 році Ласло їде до Філадельфії, де зупиняється у свого двоюрідного брата Аттіли та дружини Аттіли Одрі, поки той шукає роботу. Аттіла розповідає зраділому Ласло, що Ержебет і Жофія живі, але застрягли в Європі. Хоча Аттіла пропонує йому роботу в його меблевому бізнесі, Ласло змушений користуватися імпровізованою спальнею та службовою ванною кімнатою. Він дізнається, що Аттіла асимілювався з американською культурою, англіцизував своє ім'я і прийняв католицизм, щоб одружитися з Одрі.
Незабаром до них звертається Гаррі Лі Ван Бюрен, який хоче здивувати свого батька, багатого промисловця Гаррісона Лі Ван Бюрена, відреставрованою бібліотекою в його особняку поблизу Дойлстауна, штат Пенсильванія. Після п'яної веселої ночі Одрі висловлює своє презирство до Ласло і пропонує йому жити в іншому місці. Гаррісон повертається додому раніше, розлючений несподіваним ремонтом, і звільняє робітників; Гаррі відмовляється платити їм гонорар. Аттіла вимагає, щоб Ласло покинув їхній дім, звинувачуючи його в провалі проєкту і неправдиво звинувачуючи в залицянні до його дружини.
Три роки по тому Ласло, тепер уже героїновий наркоман, працює вантажником вугілля і живе у нічліжному будинку з Гордоном, афроамериканським батьком-одинаком, з яким він подружився невдовзі після імміграції. Гаррісон з'являється, щоб сказати йому, що архітектурна спільнота високо оцінила його сучасну реконструкцію бібліотеки, і що він дослідив його минуле і виявив, що Ласло був видатним архітектором у Європі. Він виплачує Ласло гроші, які Ласло і Гордон згодом витрачають на героїн, і запрошує Ласло на вечірку на його честь, де доручає йому побудувати грандіозний проєкт на честь покійної матері Гаррісона: Інститут Ван Бюрена — громадський центр, що складається з бібліотеки, театру, спортзалу та каплиці. Робота починається негайно: Ласло живе і працює на місці. Він наймає на роботу і свого друга, Гордона. Гаррісон знайомить Ласло зі своїм особистим адвокатом, який прискорює імміграцію дружини та племінниці Ласло.
Частина 2: «Тверде ядро краси»
У 1953 році Ласло возз'єднується з Ержебет і Жофією і дізнається, що через страждання, пережиті під час війни, Ержебет прикута до інвалідного візка через остеопороз, спричинений голодом, а Жофія не може розмовляти. Під час будівництва Ласло конфліктує з підрядниками та консультантами, найнятими Гаррісоном, які відходять від його проєкту, намагаючись вкластися в бюджет. Він погоджується працювати безоплатно, щоб компенсувати додаткові витрати. Гаррі висміює Ласло, що його просто «терплять», і робить непристойні зауваження про Жофію. Ласло попереджає Жофію, щоб вона уникала Гаррі. Після сходження з рейок потяга з матеріалами та подальших судових витрат розлючений Гаррісон відмовляється від проєкту і звільняє робітників.
У 1958 році Ласло та Ержебет переїжджають до Нью-Йорка, де він працює креслярем в архітектурній фірмі, а вона пише для газети. Жофія, до якої повернулася здатність говорити, вагітна від свого чоловіка Біньяміна. Вони оголошують, що роблять Алію і переїжджають до Єрусалиму, на превеликий жаль для Ласло та Ержебет. Гаррісон перезапускає проєкт і знову бере Ласло на роботу.
Під час відвідин копалень Каррари, щоб придбати мармур, Гаррісон ґвалтує п'яного Ласло, називаючи його суспільною п'явкою, на яку люди самі накликають своє переслідування. Повернувшись на місце, дедалі більше травмований Ласло починає розгублюватися, стає більш войовничим і під час сварки імпульсивно звільняє свою команду та Гордона. Посилаючись на попередню зневагу Гаррі та Одрі, він скаржиться Ержебет, що їм не раді в Америці.
Після того, як Ласло ледь не вбиває Ержебет, давши їй героїн, щоб втамувати біль від ендометріозу, вона пропонує йому жити в Єрусалимі разом із Жофією та її родиною, на що він погоджується. Невдовзі після цього Ержебет, яка тепер пересувається за допомогою ходунків замість інвалідного візка, відвідує Гаррісона вдома і називає його ґвалтівником перед його родиною та колегами. Розлючений Гаррі силоміць виштовхує її геть, доки не втручається його сестра Меґґі, яка допомагає їй сісти в таксі. Не знайшовши батька, Гаррі організовує пошукову групу і намагається знайти його в Інституті, але його доля залишається незрозумілою, оскільки підсвічений хрест на будівлі світиться догори дном.
Епілог: «Перша архітектурна бієнале»
У 1980 році Ержебет померла, і на Венеційській бієнале архітектури відбувається ретроспектива робіт Ласло. Виставка демонструє різні проєкти, збудовані в США протягом наступних років, і включає Інститут Ван Бюрена, нарешті завершений після десятирічної перерви.
Жофія, у супроводі своєї дорослої доньки та старіючого Ласло, виголошує промову, в якій розповідає, як Ласло спроєктував споруду, що нагадує концентраційні табори, в яких ув'язнювали їхню сім'ю, і як будівля функціонує як спосіб опрацювання травми. Вона закінчує промову словами, які Ласло колись сказав їй: «Незалежно від того, що вам намагаються продати інші, важлива не подорож, а місце призначення».

## У ролях
- Едрієн Броуді — Ласло Тот
- Фелісіті Джонс — Ержебет Тот
- Гай Пірс — Гаррісон Лі Ван Бюрен
- Джо Алвін — Гаррі Лі Ван Бюрен
- Стейсі Мартін — Меггі Ван Бюрен
- Алессандро Нівола — Аттіла
- Ісаак де Банколе — Гордон
- Міхаель Епп — Джим Сімпсон
- Реффі Кессіді — Жофія
  - Аріана Лабед — доросла Жофія
- Джонатан Гайд — Леслі Вудроу
- Емма Лейрд — Одрі
- Пітер Полікарпу — Майкл Гоффман

## Створення
Бреді Корбет вперше задумав свій масштабний проєкт ще у 2017 році. Після прем'єри його фільму Vox Lux у 2018 році було офіційно оголошено про початок роботи над «Бруталістом». Сценарій режисер писав протягом кількох років разом зі своєю партнеркою Моною Фастволд. Основною тематичною точкою опори для сценаристів була однойменна екранізація класичного роману Айн Ренд «Джерело».

У 2020 році Корбет сформував акторський склад фільму — подружжя Тотів мали грати Джоел Еджертон і Маріон Котіяр, а Ван Бюрена — Марк Райленс. Також були заявлені Себастіан Стен і Ванесса Кірбі. Корбет тоді описав «Бруталіста» так:
|  | Поміж нового циклу популізму та упереджень XXI століття, «Бруталіст» — фільм, що оспівує тріумфи найзухваліших візіонерів із найбільшими досягненнями, наших предків. Це проєкт, що є найближчим до мого серця та сімейної історії. |

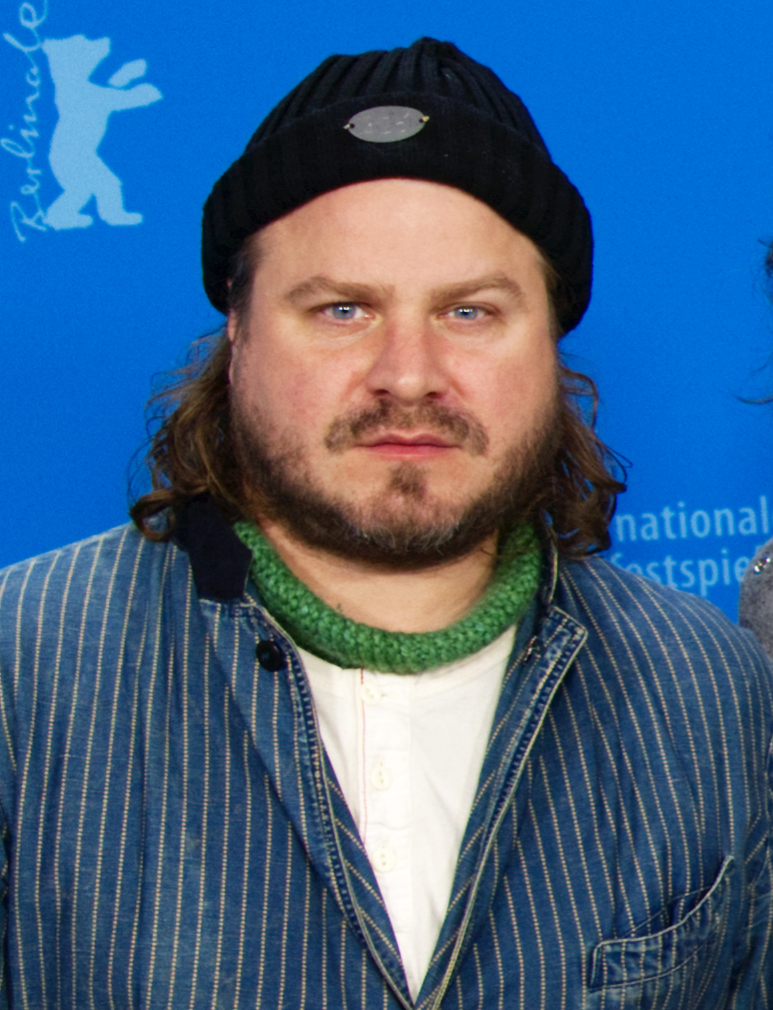
Бреді Корбет у лютому 2024 року

Знімальний процес мав розпочатись спочатку 2020 року, потім — 2021 та 2022 року. Фільмування постійно переносилось через пандемію COVID-19 і пов'язані із нею проблеми.
Врешті знімальний процес пройшов із березня по травень 2023 року в Будапешті та Каррарі з новим основним акторським складом. Для головного актора Едрієна Броуді образ Ласло Тота був особистим — його мати, фотографка Сільвія Плачі, емігрувала з Будапешту до США під час угорської революції 1956 року. За словами Броуді, до цієї ролі він готувався все своє життя.
Оскільки більша частина подій фільму відбувається у 1950-ті, оператор Лол Кроулі фільмував «Бруталіста» 70 мм плівкою на камери формату VistaVision, за допомогою якого була відзнята вся кінокласика того періоду. Востаннє у світовому кінематографі VistaVision використовувався у вестерні Марлона Брандо «Одноокі валети» (1961). Хронометраж фінального варіанту фільму сягнув 3,5 години, під час яких для глядачів був влаштований 15-хвилинний антракт — звична традиція показів фільмів із великим хронометражем у 1930—1950-ті роки, зокрема «Віднесені вітром».
Для легкого покращення угорської мови у виконанні Едрієна Броуді та Фелісіті Джонс режисером монтажу Давідом Янчо, угорцем за походженням, була застосована інноваційна технологія штучного інтелекту від української компанії Respeecher. «Угорська мова — неймовірно унікальна, одна з найскладніших у вимові. Актори виконали фантастичну роботу, проте ми хотіли довести справу до ідеалу, щоб навіть самі угорці не помітили різниці» — казав Янчо. Після негативної реакції кіноспільноти на використання штучного інтелекту режисер «Бруталіста» Бреді Корбет заявив, що актори місяцями працювали над своєю вимовою, а компанія Respeecher допомогла тільки у вдосконаленні деяких голосних звуків та букв на стадії постпродукції.

## Сприйняття
Світова прем'єра фільму відбулась 1 вересня 2024 року в основній конкурсній програмі 81-го Венеційського міжнародного кінофестивалю, де після завершення показу публіка аплодувала стоячи 13 хвилин. Творчий директор фестивалю Альберто Барбера назвав фільм «великим сюрпризом, вкрай хоробрим, амбіційним, особистим». За результатами фестивалю Бреді Корбет був нагороджений «Срібним левом» за найкращу режисерську роботу.
В кінопресі лунали відгуки зі словами «майстерний» і «монументальний фільм», порівняння стрічки із «Нафтою» та «Одного разу в Америці», із виокремленням «спустошуючої, найкращої в кар'єрі» акторської роботи Едрієна Броуді. Натепер рейтинг «Бруталіста» на Metacritic — 90 %, на Rotten Tomatoes — 94 %.
За підсумками 2024 року «Бруталіст» обійняв 5 місце у компіляційному переліку найкращих фільмів року. Для визначення цього було проаналізовано понад 900 особистих списків найкращих фільмів року від світових кінокритиків.

## Нагороди
- Венеційський кінофестиваль — «Срібний лев» за найкращу режисерську роботу (Бреді Корбет), приз ФІПРЕССІ
- Міжнародний кінофестиваль у Палм-Спрінгс — приз за акторське досягнення (Едрієн Броуді)
- Премія «Готем» — номінації за найкращу головну (Едрієн Броуді) та другорядну ролі (Гай Пірс)
- Премія «Астра» — 5 номінацій: «Найкращий фільм», «Найкращий режисер» (Бреді Корбет), «Найкращий актор» (Едрієн Броуді), «Найкращий актор другого плану» (Гай Пірс), «Найкращий оригінальний сценарій» (Бреді Корбет, Мона Фастволд)
- Премія Спільноти кінокритиків Нью-Йорка — 2 нагороди: «Найкращий фільм», «Найкращий актор» (Едрієн Броуді)
- Премія «Незалежний дух» — номінація за найкращу режисерську роботу (Бреді Корбет)
- Премія Спілки кінокритиків Бостона — 2 нагороди: «Найкраща музика» (Деніел Блумберг), «Найкраща операторська робота» (Лол Кроулі)
- Премія «Золотий глобус» — 3 нагороди: «Найкращий драматичний фільм», «Найкращий режисер» (Бреді Корбет), «Найкращий актор у драматичному кінофільмі» (Едрієн Броуді), 4 номінації: «Найкращий сценарій» (Бреді Корбет, Мона Фастволд), «Найкращий актор другого плану» (Гай Пірс), «Найкраща акторка другого плану» (Фелісіті Джонс), «Найкраща музика» (Деніел Блумберг)
- Премія «Вибір критиків» — нагорода найкращому актору (Едрієн Броуді); 8 номінацій: «Найкращий фільм», «Найкращий режисер» (Бреді Корбет), «Найкращий актор другого плану» (Гай Пірс), «Найкращий оригінальний сценарій» (Бреді Корбет, Мона Фастволд), «Найкраща музика» (Деніел Блумберг), «Найкраща операторська робота» (Лол Кроулі), «Найкращий монтаж» (Давід Янчо), «Найкращі декорації» (Джуді Беккер, Патріція Кучча)
- Премія Гільдії кіноакторів США — номінація за найкращу чоловічу роль (Едрієн Броуді)
- Премія Гільдії режисерів Америки — номінація за найкращу режисерську роботу в ігровому фільмі (Бреді Корбет)
- Премія BAFTA — 4 нагороди: «Найкраща режисерська робота» (Бреді Корбет), «Найкраща чоловіча роль» (Едрієн Броуді), «Найкраща операторська робота» (Лол Кроулі), «Найкраща музика» (Деніел Блумберг); 5 номінацій: «Найкращий фільм», «Найкраща чоловіча роль другого плану» (Гай Пірс), «Найкраща жіноча роль другого плану» (Фелісіті Джонс), «Найкращий оригінальний сценарій» (Бреді Корбет, Мона Фастволд), «Найкращі декорації» (Джуді Беккер, Патріція Кучча)
- Премія Американського товариства кінооператорів — номінація за найкращу операторську роботу (Лол Кроулі)
- Премія «Оскар» — 3 нагороди: «Найкращий актор» (Едрієн Броуді), «Найкраща операторська робота» (Лол Кроулі), «Найкраща музика» (Деніел Блумберг); 7 номінацій: «Найкращий фільм», «Найкращий режисер» (Бреді Корбет), «Найкращий актор другого плану» (Гай Пірс), «Найкраща акторка другого плану» (Фелісіті Джонс), «Найкращий оригінальний сценарій» (Бреді Корбет, Мона Фастволд), «Найкращий монтаж» (Давід Янчо)